# رابرت لنتوس
رابرت لنتوس (انگلیسی: Robert Lantos؛ زادهٔ ۳ آوریل ۱۹۴۹) تهیه‌کننده اهل کانادا است. از فیلم‌هایی که وی در آن نقش داشته است می‌توان به اگزیستنس، زن و فرشته و رسوایی اشاره کرد.